# Salento (Colòmbia)
Salento és un municipi de Colòmbia, del departament del Quindío. El municipi cobreix una àrea de 377,67 km. Va ser el primer assentament a Quindío de l'època moderna, i el primer municipi fundat al departament. La ciutat de Salento es troba a 24 km al nord-est de la capital del departament, Armènia. El 2005 el municipi de Salento tenia una població estimada de 7.247 habitants, dels quals 3.597 vivien a la zona urbana principal.
La ruta principal de Popayán i Cali a Bogotà solia passar per Salento, però quan es va desviar la ruta la ciutat va quedar aïllada i no es va desenvolupar tan ràpidament com la resta de la regió. Per aquesta raó ha conservat més la seva arquitectura colonial tradicional que gairebé qualsevol altre poble de l'eix cafeter, juntament amb un estil de vida tranquil i relaxat, i com a resultat el poble i la vall pròxima de Cocora es troben entre les destinacions turístiques més populars a Colòmbia. El centre històric de la ciutat va ser inscrit en la Llista del Patrimoni Mundial de la UNESCO com a part del "Paisatge Cultural del Cafè" en 2011.

## Geografia
El municipi de Salento es troba al nord-est del departament de Quindío. Limita amb els municipis de Filandia i Circasia a l'oest, Armènia i Calarc al sud-oest, el departament de Tolima a l'est, i el departament de Risaralda al nord. La seva geografia és variada, que s'eleva des dels 1.300 m a les fèrtils valls de l'oest del municipi fins al cim del Nevado del Quindío, que a 4.750 m és el punt més alt del departament de Quindío.
La ciutat de Salento es troba en un altiplà sobre la vall del riu Quindío. La secció de la vall del riu de Salento al cap del riu es coneix com la vall de Cocora. La ciutat es troba a una altitud mitjana de 1895 metres per sobre del nivell del mar, amb salts costeruts al fons de la vall en els seus perímetres nord i oest.

## Clima
A causa de la seva altitud i proximitat a les altes muntanyes de la serralada Central, el clima de Salento és temperat. La temperatura mitjana anual de la ciutat és de 15°C.

## Història
En l'època colonial, la ruta principal de Popayán a Bogotá anava per sobre del pas de "La Línea"), passant pel lloc actual de Salento. El 1830 Simón Bolívar va viatjar per la ruta i va ordenar que s'actualitzés a causa de la seva mala condició i importància estratègica. No obstant això, la ciutat no es va establir fins al 5 de gener de 1842, després de la Guerra dels Supremos. Els presoners polítics d'aquesta guerra van ser enviats des de Panamá, Antioquia i Cauca per millorar i mantenir la carretera. Després de complir les seves sentències se'ls va donar una parcel·la de terra a la regió.
El lloc de la colònia penal era conegut com a Barcinales, situat on avui és Salento. No obstant això, l'assentament principal era a la vall de Boquía, on el riu Boquía s'uneix al riu Quindío. Les famílies dels presoners van arribar i van construir les seves cases a Boquía i van establir granges aigües amunt a la vall de Cocora.
Al voltant de 1854 una inundació del riu Quindío va destruir l'assentament de Boquía, i els supervivents van reconstruir les seves cases a Barcinales. Van conservar el nom de Boquía per al nou assentament, canviant el nom de l'assentament original a Pueblo Viejo.
El 1864 un cens del nou Boquía va mostrar que tenia 581 habitants. El desglossament ocupacional estava format per 148 agricultors, 2 fusters, 1 ferrer, 11 metges, 1 advocat, 2 sastres, 4 treballadors, 11 comerciants i 11 vigilants.
El 1865 Boquía va ser declarat oficialment municipi i el seu nom va ser canviat de nou a Vila de Nova Salento, i el nom de Boquía va tornar a l'assentament original a la vall. El nou nom del municipi es va donar en honor de Salento, una regió al sud d'Itàlia.

## Atraccions turístiques
La ciutat és una de les principals atraccions turístiques de Colòmbia, gràcies a la seva naturalesa pacífica (encara que s'omple de turistes els caps de setmana i les vacances), un paisatge impressionant, un fàcil accés a la vall de Cocora, i la retenció de gran part de la seva arquitectura bahareque original típica de la regió eje cafetero. Aquest estil d'arquitectura és especialment notable a la Carrera 6, o Calle Real, la carretera que condueix al nord-est des de la plaça de la ciutat fins a un mirador, l'Alto de la Cruz. La carretera és la principal carretera de Salento i conté moltes botigues, principalment venent artesania de fabricació local.
L'Alto de la Cruz s'arriba des del final de la Calle Real a través de 250 passos marcats amb els catorze Via Crucis espaiades a intervals al llarg del camí. Una ruta alternativa menys directa al mirador per carretera evita els passos. Des del mirador hi ha àmplies vistes de la vall de Cocora i moltes de les muntanyes del Parc Natural Nacional de Los Nevados.
Els restaurants, particularment els de la plaça de la ciutat, s'especialitzen en la truita d'aigua dolça (que creix localment més amunt de la vall de Cocora) cuinada en una varietat de salses i servida en un gran patacon.
Molt a prop d'aquest petit municipi, es pot trobar la Vall de Cocora, un dels atractius paratges naturals del departament, la qual compta amb una gran extensió plena de palmes de cera, algunes de les quals d'una alçada considerablement alta, les quals són considerades com un tipus únic d'arbre, només trobat en algunes regions del centre de Colòmbia. D'altra banda, partint des de la mateixa Vall de Cocora, és un punt d'inici habitual d'algunes de les rutes i caminades que es poden fer per la regió, algunes de les quals de llarga durada, arribant a veure alguns dels cims nevats més alts del país, com poden ser el nevado del Tolima o el nevado del Ruiz.